# Tosktjärnen (Stensele socken, Lappland)
Tosktjärnen är en sjö i Storumans kommun i Lappland och ingår i Umeälvens huvudavrinningsområde. Sjön har en area på 0,0728 kvadratkilometer och ligger 288,3 meter över havet.

## Delavrinningsområde
Tosktjärnen ingår i det delavrinningsområde (720119-159269) som SMHI kallar för Mynnar i Umeälvens vattendragsyta. Medelhöjden är 316 meter över havet och ytan är 20,72 kvadratkilometer. Det finns inga avrinningsområden uppströms utan avrinningsområdet är högsta punkten. Vattendraget som avvattnar avrinningsområdet har biflödesordning 2, vilket innebär att vattnet flödar genom totalt 2 vattendrag innan det når havet efter 209 kilometer. Avrinningsområdet består mestadels av skog (73 procent) och sankmarker (21 procent). Avrinningsområdet har 0,58 kvadratkilometer vattenytor vilket ger det en sjöprocent på 3,3 procent.